# Cortinarius dibaphus
Cortinarius dibaphus (Elias Magnus Fries, 1838) din încrengătura Basidiomycota, în familia Cortinariaceae și de genul Cortinarius este o specie între timp foarte rară de ciuperci necomestibile care coabitează, fiind un simbiont micoriza (formează micorize pe rădăcinile arborilor). O denumire populară nu este cunoscută. În România, Basarabia și Bucovina de Nord trăiește pe sol calcaros solitar sau în grupuri, în păduri de conifere precum în cele mixte cu predilecție sub brazi argintii, dar și pe lângă molizi, pe când Cortinarius dibaphus var. nemorosus se dezvoltă numai în cele de foioase sub fagi. Apare de la câmpie la munte din (august) septembrie până în noiembrie.

## Taxonomie

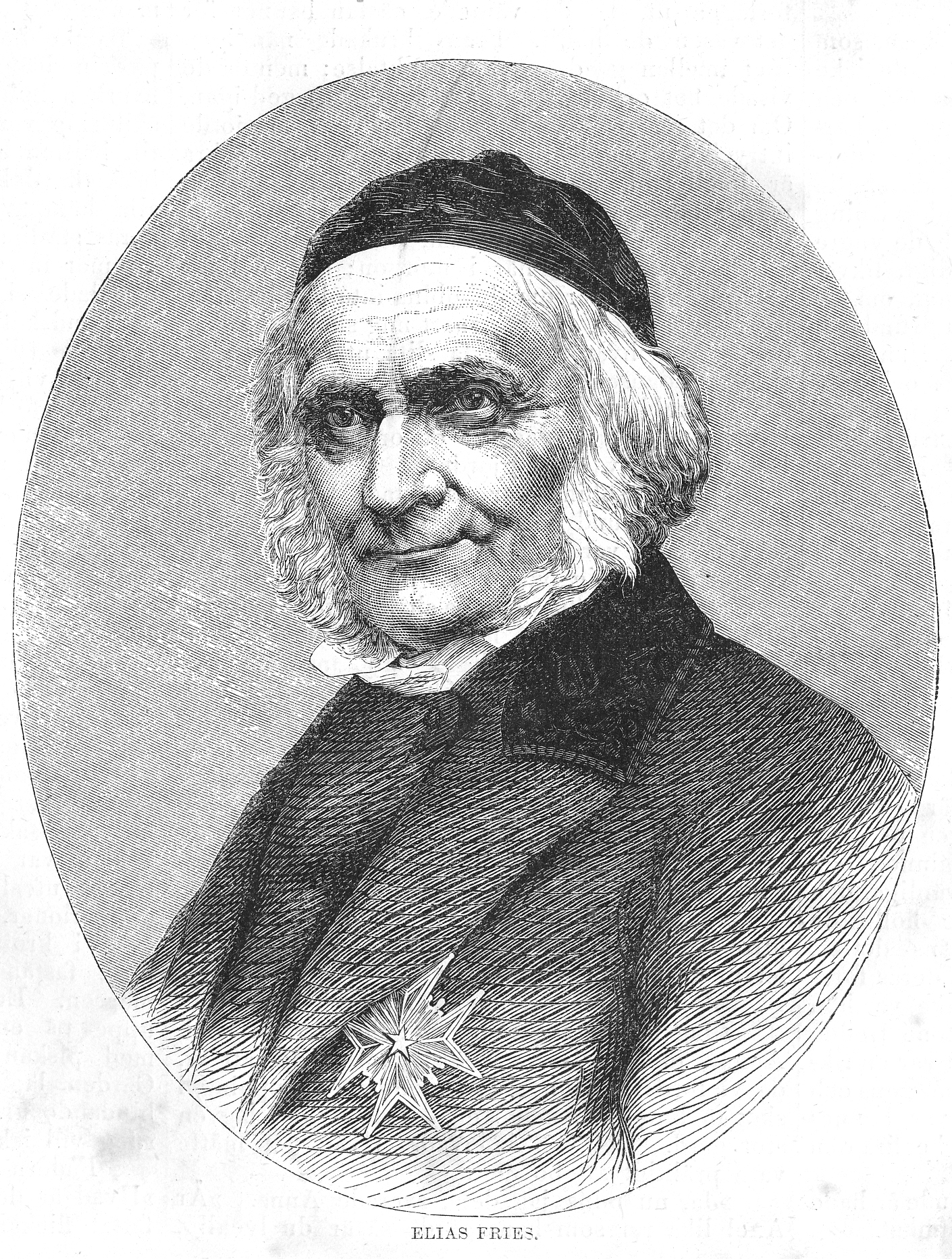
Elias M. Fries

Numele binomial a fost determinat drept Cortinarius dibaphus de renumitul savant suedez Elias Magnus Fries în lucrarea sa Epicrisis systematis mycologici, seu synopsis hymenomycetum din 1838, fiind numele curent valabil (2021).
Taxoni obligatori sunt Gomphos dibaphus al micologului german Otto Kuntze din 1898 și cel al compatriotului său Ricken din 1915, anume Phlegmacium dibaphum, ambii bazând pe descrierea lui Fries.
În 2022, micologii finlandezi Tuula Niskanen și Kare Liimatainen au propagat mutarea speciei la genul Calonarius, creat de ei, sub termenul Calonarius dibaphus.
Toate celelalte încercări de redenumire precum variațiile descrise sunt acceptate drept sinonime. 
Epitetul specific este derivat din cuvântul latin (latină dibaphus= colorat dublu, învăluit purpuriu), datorită coloritului.

## Descriere

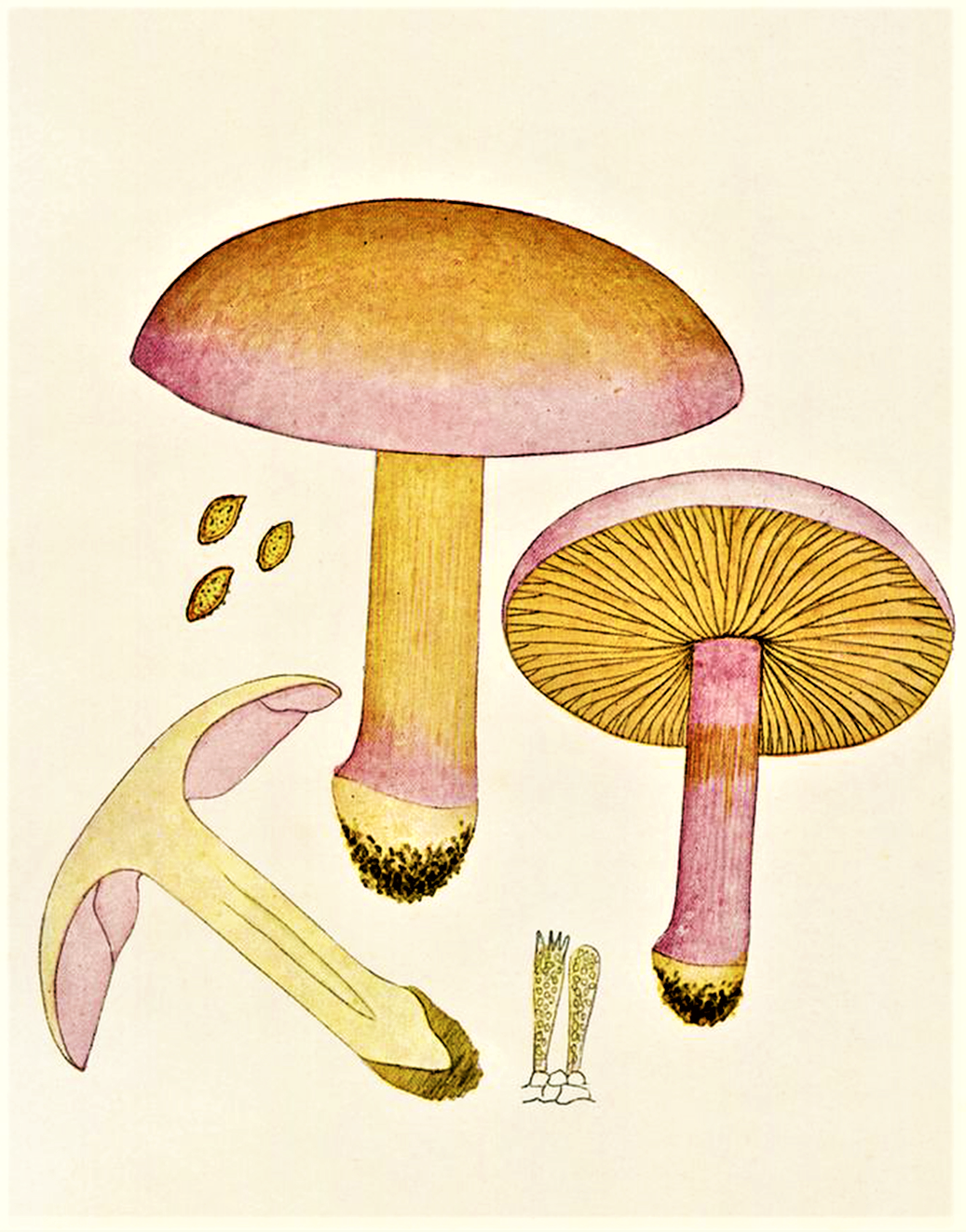
Bres.: Cortinarius dibaphus

- Pălăria: cărnoasă și compactă are un diametru între 5 și 10 (12 cm), este la început boltită emisferic cu marginea răsucită înspre interior, ulterior convexă, în vârstă aplatizată, ocazional deprimată în centru cu marginea mai mult sau mai puțin ondulată. Cuticula netedă, cu fibre încarnate radiale, este la ariditate mat-mătăsoasă, dar la umezeală foarte vâscoasă. Coloritul, în tinerețe roz-violaceu, tinde să pălească cu timpul, fiind mai întâi carneu sau ocru cu o bordură roz-violacee și în sfârșit complet ocru cu mijlocul ocru-brun.
- Lamelele: sunt subțiri, aglomerate, intercalate cu lameluțe de lungime diferită, parțial bifurcate precum aderate slab bombat la picior, fiind acoperite în tinerețe de o cortină albă, formată din fibre foarte fine ca păienjeniș. Coloritul la început slab violet-cenușiu, devine cu timpul gri-liliachiu, brun-violaceu și în sfârșit ruginiu. Muchiile mai deschise și netede devin cu avansarea în vârstă larg crenate.
- Piciorul: de 6-8 (10) cm lungime și 1-2,5 cm (la bază până la 4 cm) grosime este tare și destul de gros, plin pe dinăuntru, cilindric până slab clavat care se termină cu un bulb mare mai mult sau mai puțin mărginit. Coaja cu fibrile longitudinale este în treimea superioară liliachie și crem-ocracee spre jos, dar poate să fie și complet liliachie, decolorându-se cu timpul brun-ocru. Nu prezintă un inel.
- Carnea: este compactă, fermă, albă, în apropierea cuticulei și cojii tijei liliachie, decolorându-se la exemplare mai bătrâne alb-gălbui. Nu schimbă culoarea după tăiere sau în cazul unei leziuni. Mirosul este neplăcut, puțin pământos și mucegăit, gustul fiind destul de amar.
- Caracteristici microscopice: are spori colorați ocru-gălbui, în formă de migdale, în rest granulați negru pe suprafață care măsoară 8-10 x 6-7 microni. Pulberea lor este ruginie. Basidiile clavate poartă 4 sterigme fiecare și măsoară 30-35 x 8-10 microni. Cistidele (elemente sterile situate în stratul himenal sau printre celulele din pielița pălăriei și a piciorului, probabil cu rol de excreție) în formă de măciucă sunt de o dimensiune similară.[11]
- Reacții chimice: carnea se decolorează cu hidroxid de potasiu de 30% roșiatic, iar cuticula roz.[12]

## Confuzii
Specia poate fi confundată de exemplu cu Cortinarius anomalus (comestibil, de valoare scăzută), Cortinarius arcuatorum (necomestibil), Cortinarius caerulescens (necomestibil), Cortinarius callochrous (necomestibil), Cortinarius camphoratus (necomestibil), Cortinarius cyanites (necomestibil), Cortinarius elegantissimus (otrăvitor), Cortinarius glaucopus (comestibil), Cortinarius mussivus sin. Cortinarius russeoides (necomestibil), Cortinarius scaurus (necomestibil), Cortinarius sodagnitus (necomestibil, miros neînsemnat, gust acru, mai ales în cuticulă) + imagini, Cortinarius traganus (otrăvitor) sau Cortinarius turmalis (necomestibil).

## Specii asemănătoare în imagini

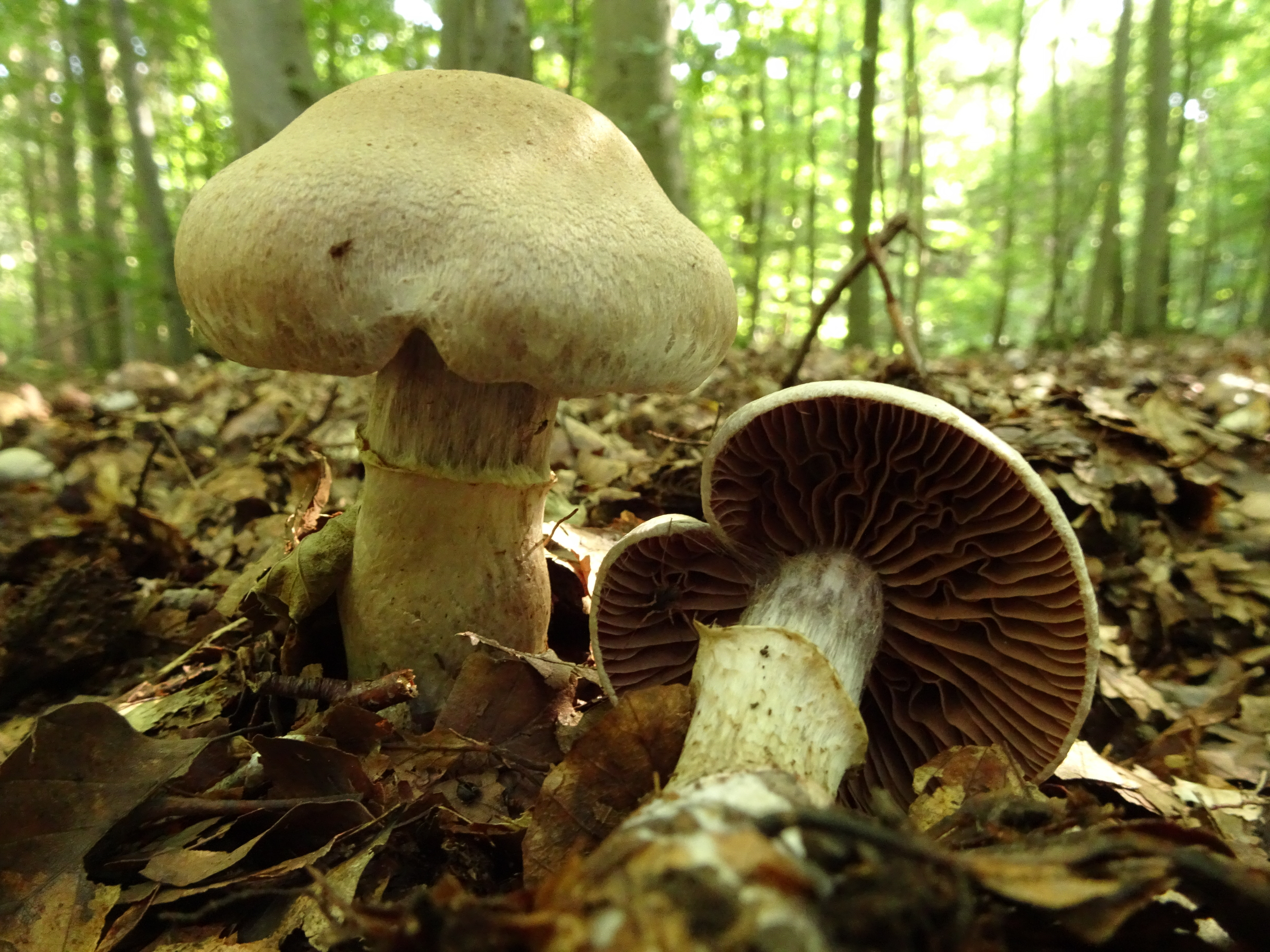
Cortinarius anomalus
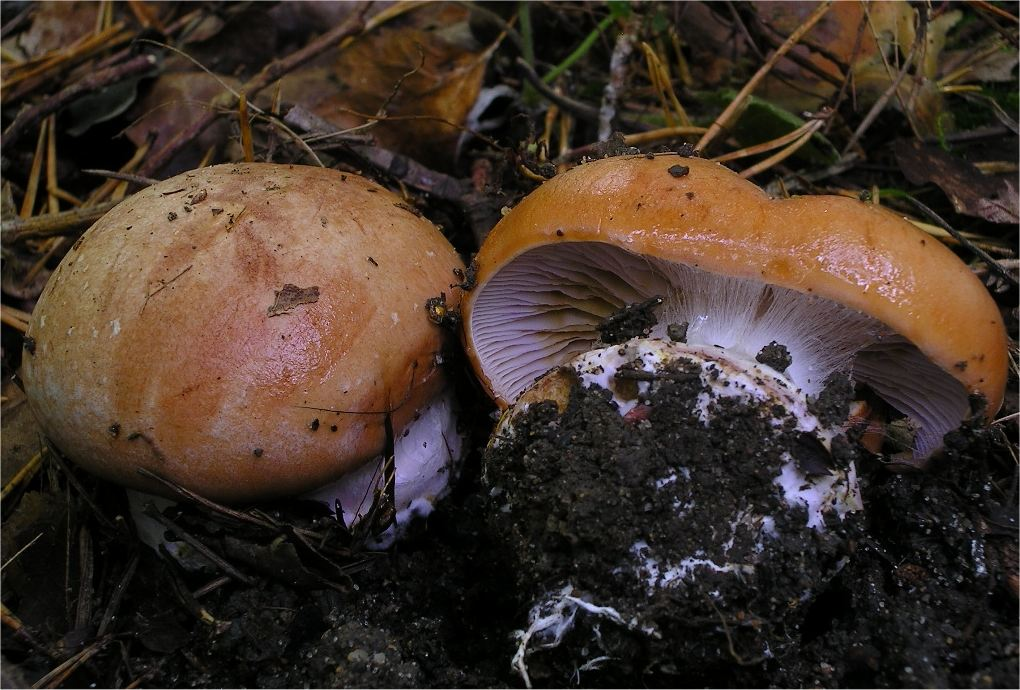
!Cortinarius arcuatorum!
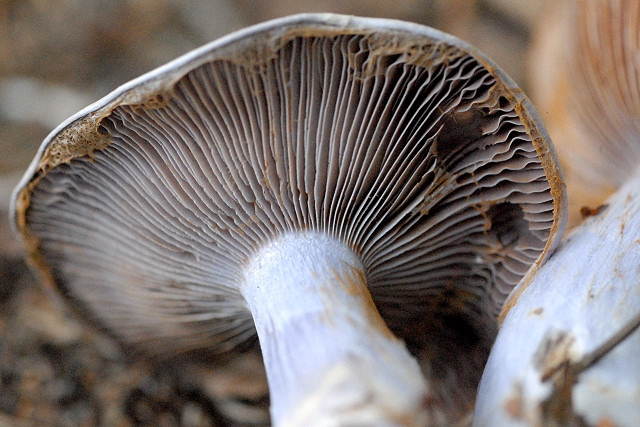
!Cortinarius.caerulescens!
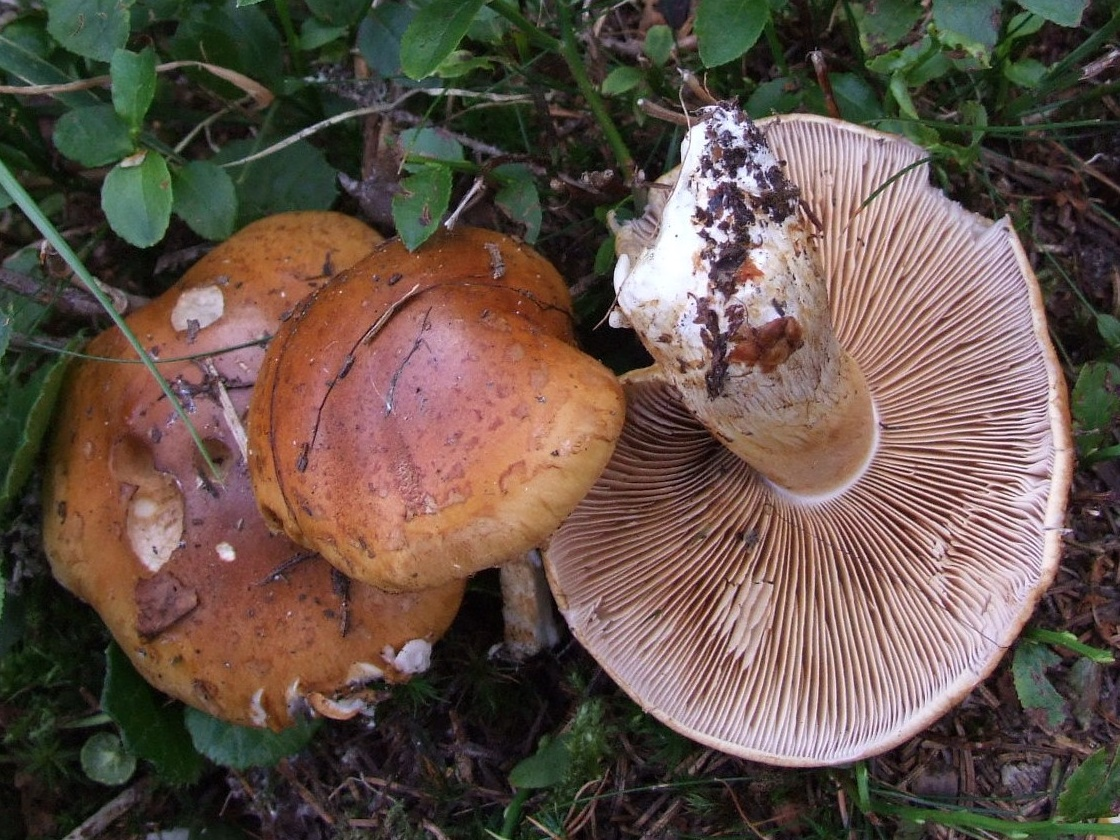
!Cortinarius callochrous!
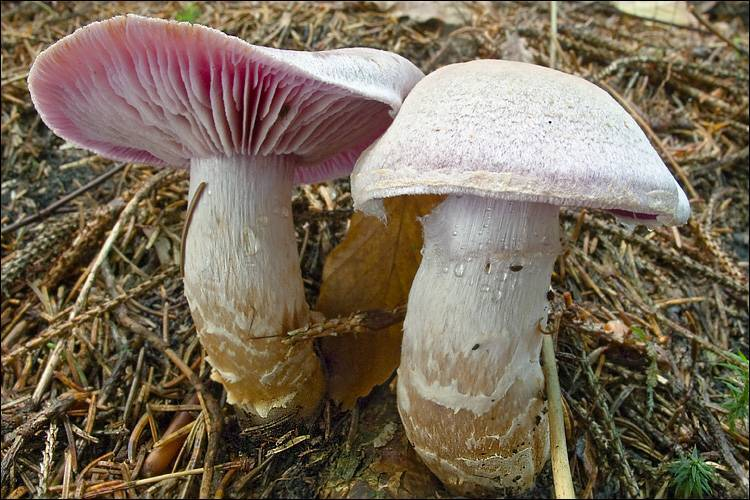
!Cortinarius camphoratus!

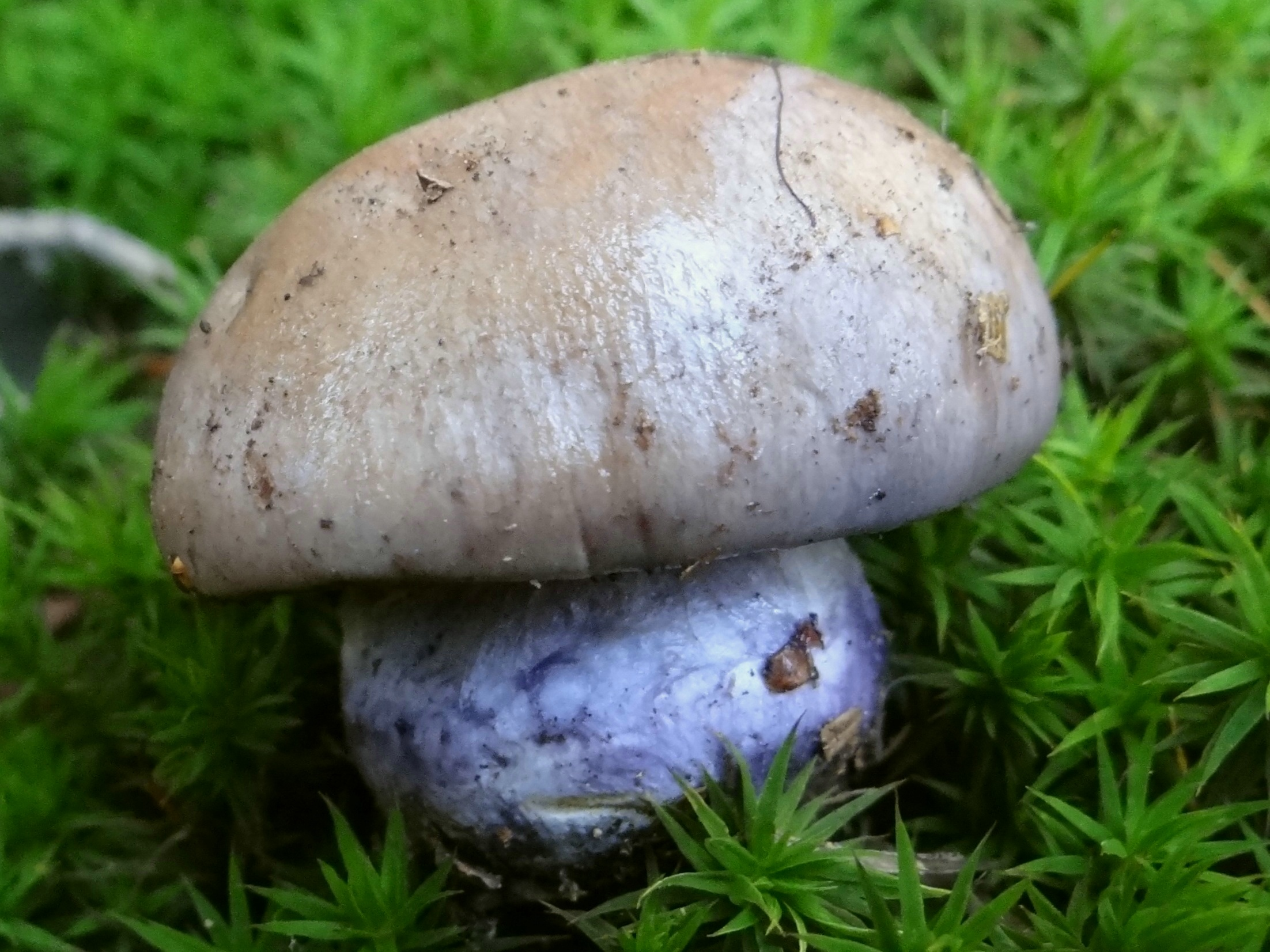
!Cortinarius cyanites !
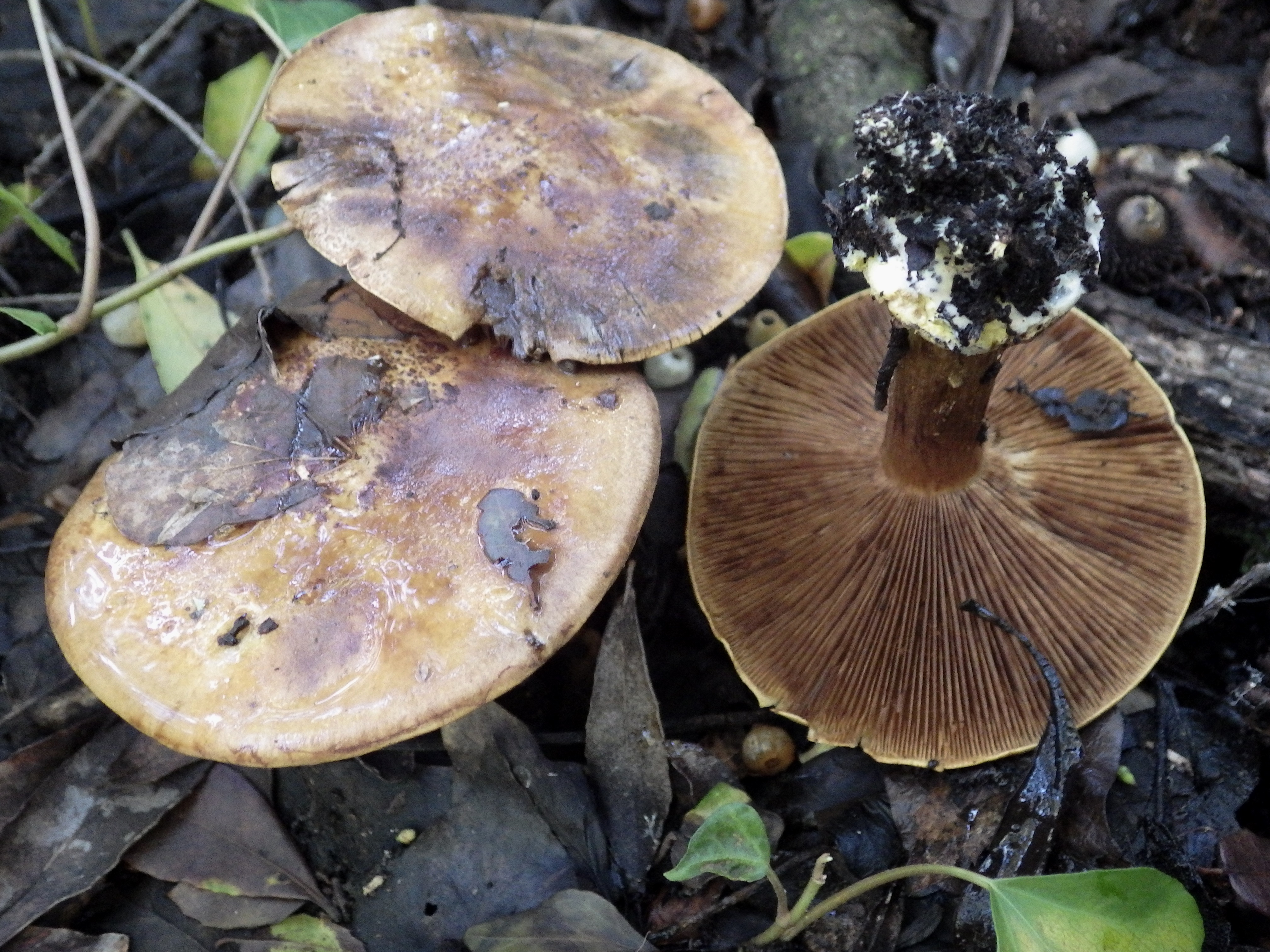
!!Cortinarius elegantissimus!!
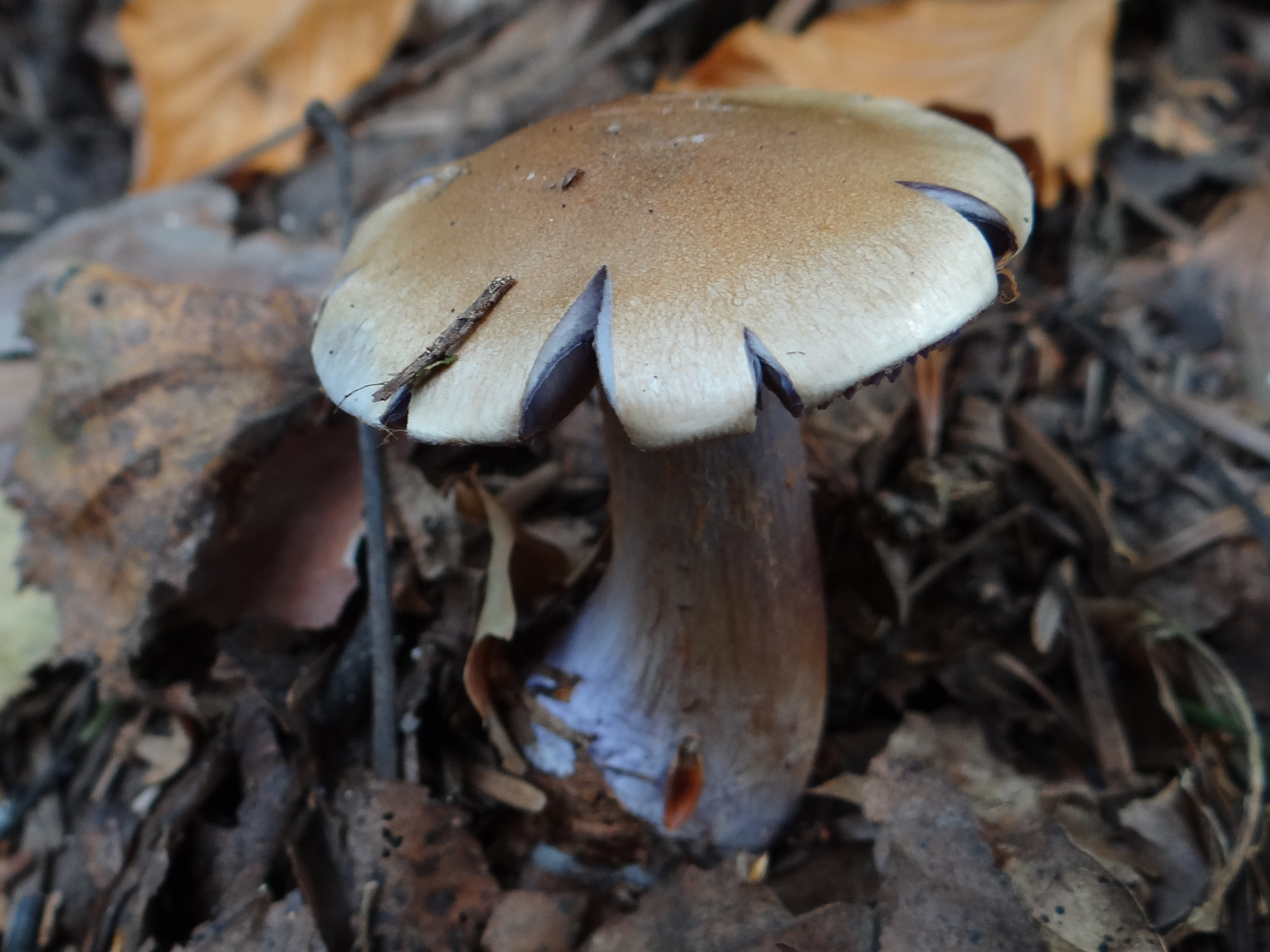
Cortinarius glaucopus
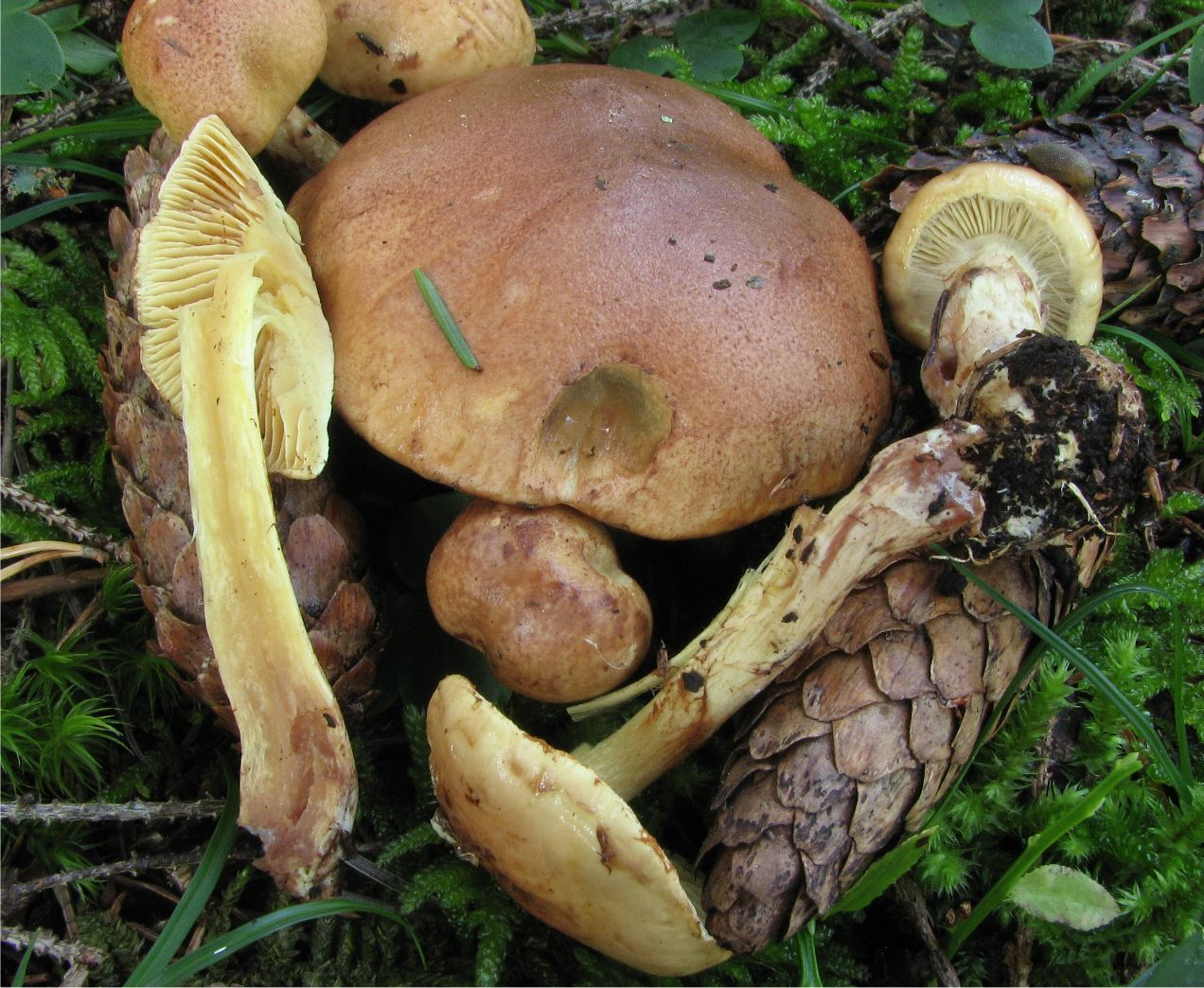
Cortinarius mussivus

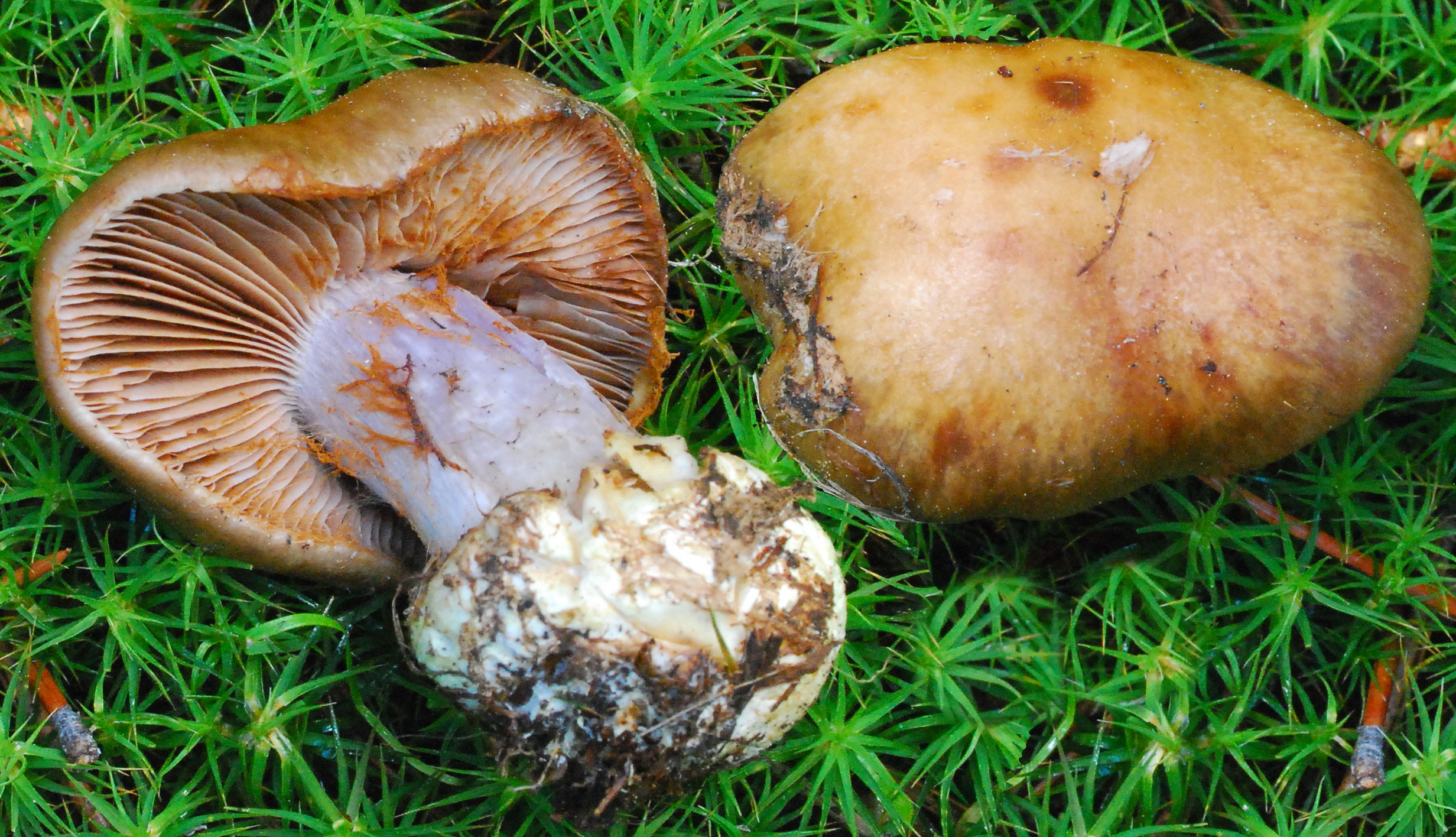
!Cortinarius scaurus!
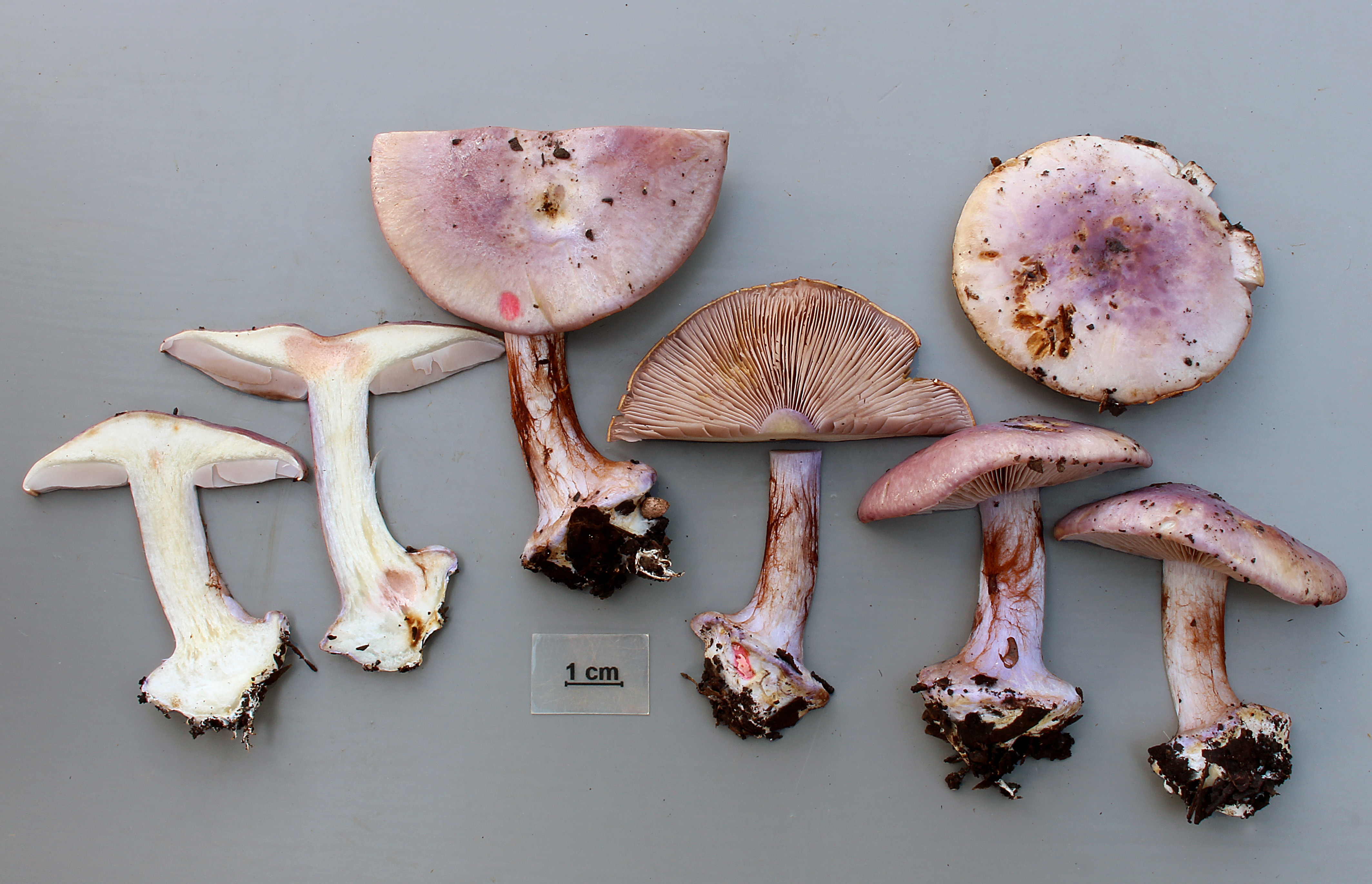
!Cortinarius sodagnitus!
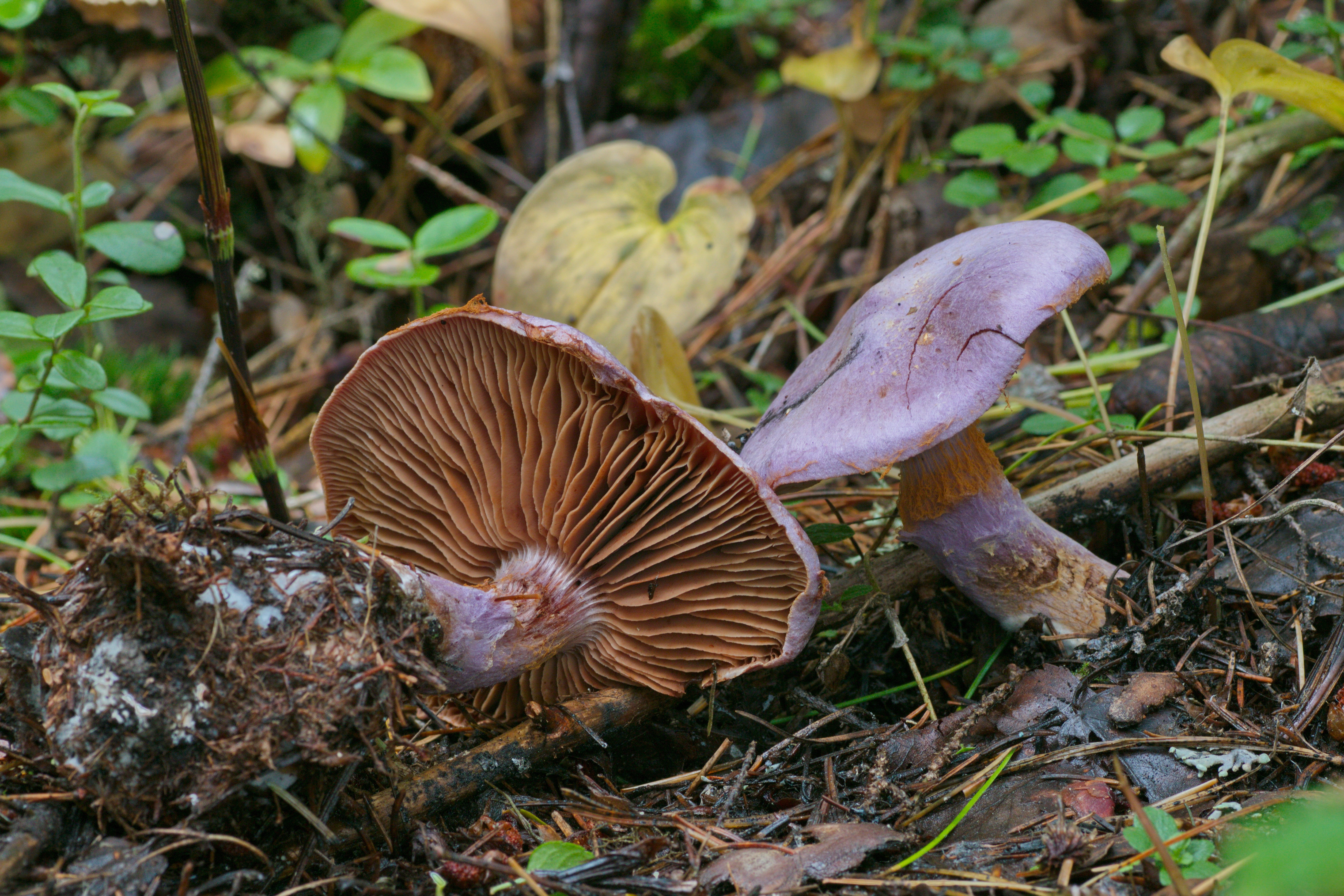
!!Cortinarius traganus!!
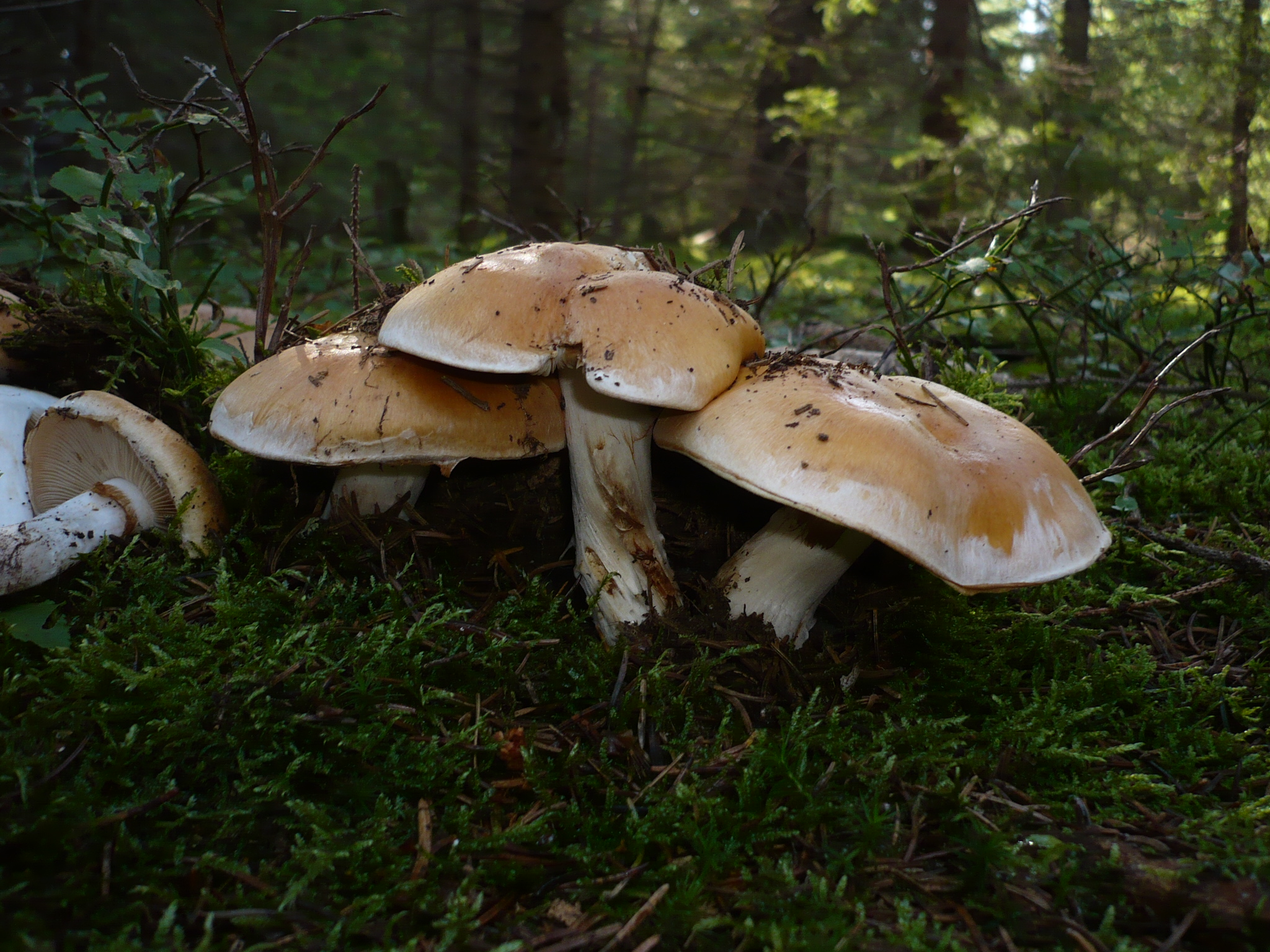
!Cortinarus turmalis!

## Valorificare
Cortinarius dibaphus nu este otrăvitor, dar din cauza mirosului neplăcut și al gustului amar necomestibil.